# Ісус Христос — суперзірка
«Ісу́с Христо́с — суперзі́рка» (англ. Jesus Christ Superstar) — рок-опера, музику до якої написав Ендрю Ллойд Веббер, а слова — Тім Райс. Твір описує останній тиждень життя Ісуса Христа і зраду його учня Юди Іскаріота.
Прем'єра відбулася у 1970 році та викликала багато дискусій у суспільстві. Твір починається Входом Господа у Єрусалим а завершується розп'яттям Христа. Опера описує біблійні події, не дотримуючись ортодоксальних церковних традицій. Головну увагу зосереджено на протиставленні поглядів Ісуса та його учня — Юди. Юда Іскаріот бачив рух послідовників Ісуса радше як світську боротьбу за власні права євреїв, а не як релігійну течію, яку очолює син Бога — Ісус. В оригінальній версії роль Ісуса виконав Ієн Гіллан — вокаліст «Deep Purple». У жовтні 1970 р. Тім Райс і Ендрю Ллойд Веббер записали подвійний (на 2 платівках) музичний альбом «Jesus Christ Superstar». У 1973 році на основі рок-опери режисер Норман Джуінсон екранізував мюзикл з однойменною назвою.
У 2000 році відбулася друга екранізація мюзиклу австралійськими кіноматографістами, з новим акторським складом та назвою Jesus Christ Superstar.Millennium Version.

## Зміст
Дія I

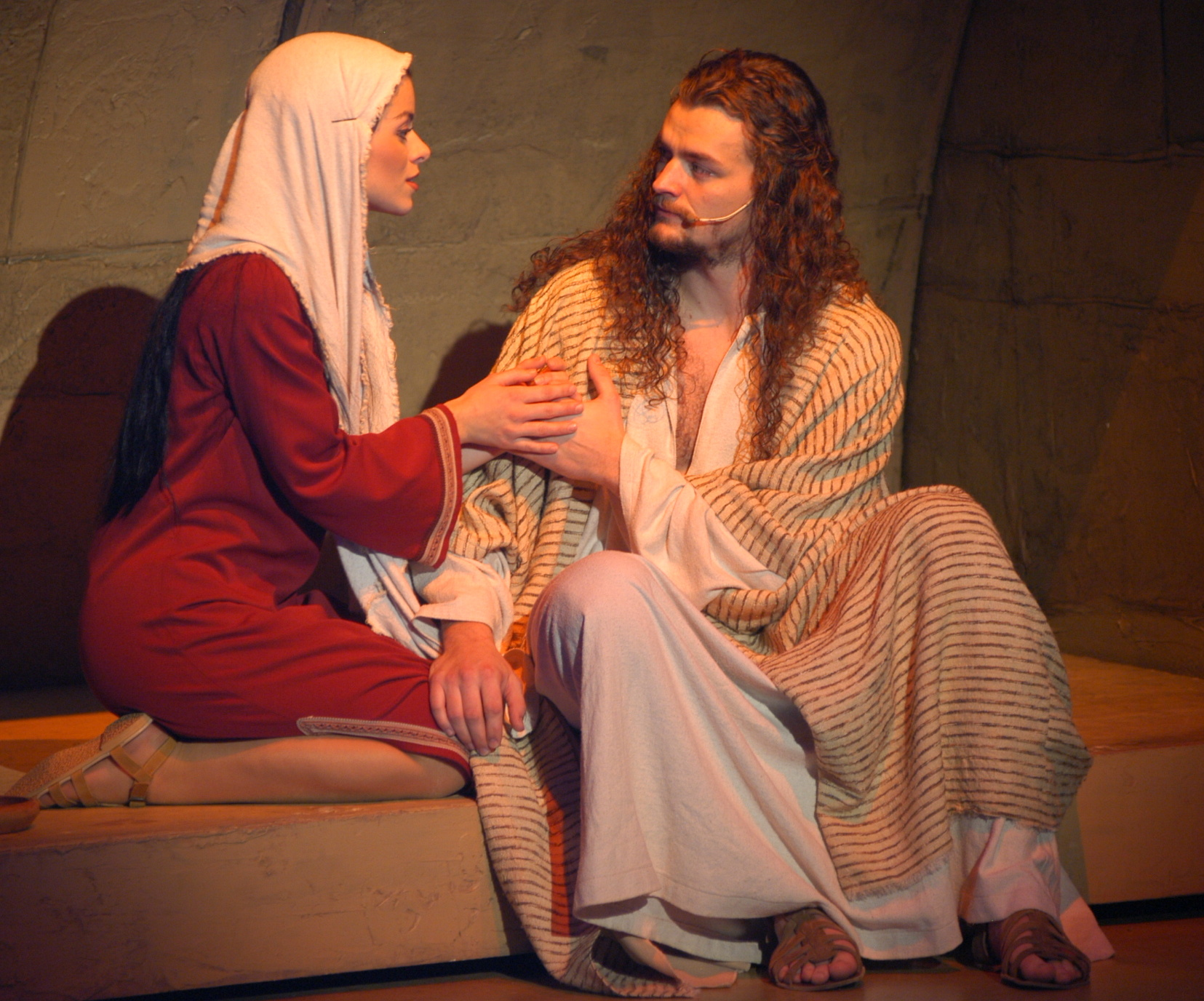
Ісус і Марія Магдалина, чеська постановка, 2005 р.

Юда Іскаріот, один з Дванадцятьох Апостолів, переймається тим, що послідовники Ісуса виходять з-під контролю, відповідно, Римська імперія може розцінювати їх як загрозу, яка може жорстоко їх придушити («Heaven on Their Minds»). Решта апостолів напередодні поїздки до Єрусалиму запитуються Ісуса про його плани, на що отримують відповідь не турбуватися про своє майбутнє («What's the Buzz»). Марія Магдалина намагається розслабити Ісуса, Юда у свою чергу рекомендує Ісусові уникати спілкування з Марією, оскільки стосунки із повією можуть розглядатися несумісними із його вченням та використовуватися проти нього («Strange Thing Mystifying»). Ісус відповідає про те, щоб Юда не судив інших, якщо він не без гріха. Згодом Ісус дорікає апостолам та скаржиться, що ніхто з них по-справжньому про нього не піклується. Марія Магдалина намагається заспокоїти Ісуса, помазуючи його коштовним миром («Everything's Alright»). Розгніваний Юда каже, що гроші, витрачені на олію, мали бути використані на допомогу бідним. Ісус відповідає, що у них немає ресурсів для подолання бідності, і що вони повинні радіти тому, що приносить втіху.
Тим часом Каяфа, первосвященик Ізраїлю, збирає фарисеїв та священників. Як і Юда, вони побоюються, що римляни вважатимуть послідовників Ісуса загрозою, що відіб'ється на багатьох євреях. Каяфа робить висновок, що для загального блага Ісуса потрібно вбити («This Jesus Must Die»). Ісус із послідовниками прибувають до Єрусалиму, Кайяфа вимагає від нього розігнати натовп. Натомість Ісус вітає щасливу юрбу («Hosanna»). Симон Зилот пропонує Ісусу очолити натовп у боротьбі проти Риму, здобути повну владу. Ісус відкидає пропозицію, підкреслюючи, що жоден з його послідовників не розуміє, що таке справжня сила («Simon Zealotes/Poor Jerusalem»).
Понтій Пілат, намісник Юдеї, баче сон про зустріч із Галілеянином, по якій стає винним у насильницькій смерті чоловіка («Pilate's Dream»). Ісус бачить використання Храму як ринку, лютує та виганяє торговців («The Temple»); зцілює прокажених; і врешті засинає під спів Марії Магдалини, в якому вона освідчується у своєму коханні до нього, й сама лякається такому освідченню («I Don't Know How to Love Him»).
Юда зустрічається із фарисеями та пропонує допомогу в арешті Ісуса, вважаючи, що Ісус втратив контроль, та що сам Ісус схвалив би його вчинок. В обмін на допомогу Юді пропонують 30 срібняків, від яких той спершу відмовляється, а потім дослуховується до слів Каяфи про можливість їх використати на допомогу бідним, і приймає гроші («Damned for All Time/Blood Money»).
Дія II

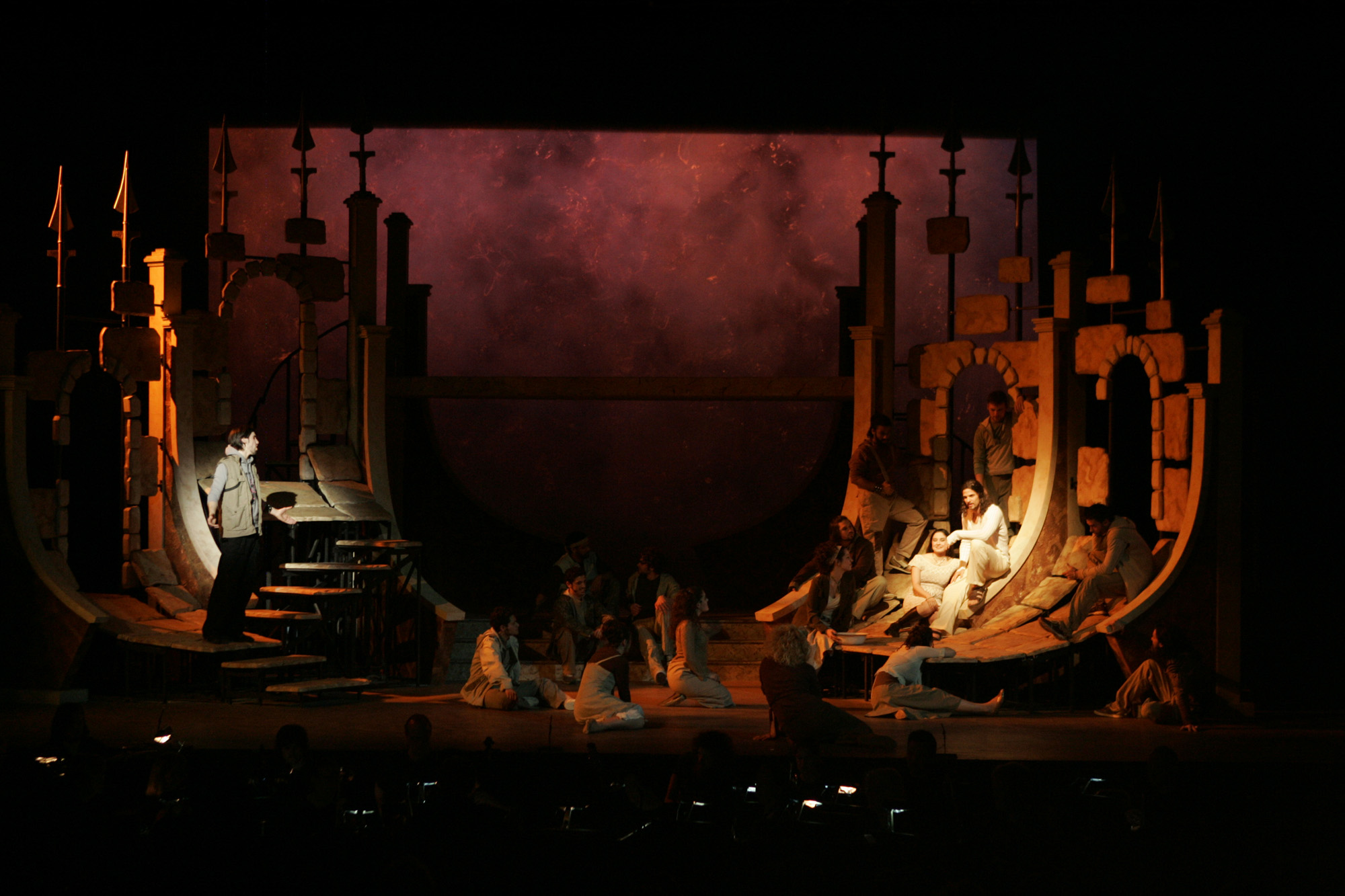
Американська постановка, 2005 р.

Ісус розчарований неувагою до нього під час Тайної вечері з боку підпитих апостолів. Він підкреслює, що випите вино може бути його кров'ю, а хліб — його тілом. Стикаючись з нерозумінням — робить передбачення щодо зречення Петра та про майбутню зраду. Юда зізнається про свої наміри: «Ти сам хочеш, щоб я це зробив» («Таємна вечеря»). Залишивши поснулих апостолів, Ісус йде до Гетсиманського саду для молитви. У своїй розповіді Богові висловлює власні сумніви щодо успішності своєї місії, та вимагає аргументів, заради чому слід йти на смерть. Не отримавши відповіді приймає рішення продовжувати визначене Божою волею («Gethsemane (I Only Want to Say)»).
Юда, разом з римськими солдатами, прибуває до саду, де вказує на Ісуса, поцілувавши його в щоку («The Arrest»). Ісус перед судом Синедріона — Каяфа вимагає підтвердження, чи називає він себе Сином Божим, на що отримує відповідь Ісуса «Ти сам це сказав», що визнається Каяфою достатнім доказом для передачі його Пілату. Тим часом Петро тричі стикається з людьми, яким заперечує, що знає Ісуса («Peter's Denial»). Марія зауважує про відповідне передбачення Ісуса.
На своє запитання про єврейського царя Пілат отримує від Ісуса «Ти сам це сказав». Користуючись тим, що Ісус родом з Галілеї, що не є юрисдикцією Пілата, той відправляє його до царя Ірода («Pilate and Christ»). Ірод пропонує Ісусу довести свою божественність та створити чудо («King Herod's Song»), проте Ісус ігнорує його, бо не чудеса є його метою. Марія Магдалина, Петро та апостоли згадують часи ранішнього наслідування Ісуса, та мріють про повернення до мирного часу («Could We Start Again, Please?»).
Юда вражений жорстокою поведінкою із Ісусом та виказує побоювання, що його назавжди запам'ятають зрадником. Каяфа та Анна переконують його у правильності вчинку. Юда викидає отримані гроші, проклинає Бога за маніпуляції, та вчиняє самогубство («Judas's Death»).
Ісус знову на суді Пілата — розлючений натовп вимагає розп'яття. Пілат говорить про невинність Ісуса, який не вчинив жодного злочину і не заслуговує на смерть, й для задоволення натовпу віддає Ісуса на бичування («Trial Before Pilate»). Пілат благає Ісуса до захисту, але чує слова про визначеність долі Всевишнім. Натовп продовжує вимагати смерті Ісуса, і зрештою Пілат погоджується розіпнути Ісуса.
Під час розп'яття з'являється дух Юди, який ставить під сумнів божественний план («Superstar»). Ісус розіп'ятий, він промовляє останні слова і помирає («The Crucifixion»).

## Головні ролі
| Роль            | Голос                 | Опис |
| --------------- | --------------------- | --- |
| Ісус Христос    | тенор (A2–G5)         | Титульна роль, очільник дванадцяти апостолів, названий «Сином Божим» та «Царем єврейським».                                                |
| Юда Іскаріот    | тенор (D3–B5)         | Один з дванадцяти апостолів Ісуса; переймається бідними та наслідками слави Ісуса.                                                         |
| Марія Магдалина | меццо-сопрано (F3–E5) | Жінка-послідовниця Ісуса, яка з'ясовує, що закохана в нього.                                                                               |
| Понтій Пілат    | тенор (A2–B4)         | Намісник Юдеї, який уві сні передбачає події розп'яття Ісуса від початку до наслідків і виявляє, що здійснити це випало саме на його долю. |
| Кайяфа          | бас (C2–F4)           | Один з головних антагоністів шоу. Первосвященик, який сприймає Ісуса як загрозу для нації.                                                 |
| Анна            | контратенор (G2–D5)   | Інший головний антагоніст шоу. Під впливом Кайяфи вважає Ісуса загрозою.                                                                   |
| Петро           | баритон (A2–G4)       | Один з дванадцяти апостолів Ісуса; тричі зрікається Ісуса в ніч на арешт Ісуса, заради власного порятунку.                                 |
| Симон Зілот     | тенор (G3–B4)         | Один з дванадцяти апостолів Ісуса; закликає Ісуса вести своїх послідовників у бій проти римлян.                                            |
| Цар Ірод        | баритон (C3–G4)       | Цар Галілеї; Ісуса приводять до нього на суд після спілкування із Пілатом.                                                                 |

## Інструменти
2 Флейти, кларнет, 2 фаготи, 2 саксофони (один тенор), 6 рогів, 4 труби, 3 тромбони, ударна установка, набір перкусії, 6 гітар (1 акустична, 2 електро, 4 бас), 5 піаніно, електропіаніно, 3 органи, позитив та струнні музичні інструменти. Додатковий вокал забезпечують хор, хор хлопчиків («Увертюра») та інші співаки («Суперзірка»).

## Музичні номери
| №  | Оригінальна назва                             | Українською                       | Дійові особи                                      |
| -- | --------------------------------------------- | --------------------------------- | ------------------------------------------------- |
| 1  | Overture                                      | Увертюра                          | оркестр                                           |
| 2  | Heaven on Their Minds                         | Ті, що живуть небесним            | Юда                                               |
| 3  | What's the Buzz/Strange Thing Mistifying      | Що сталося?/Виглядає дивним       | Апостоли, Ісус, Марія, Юда, Петро, жінка          |
| 4  | Everything's Alright                          | Все добре                         | Марія, жінки, Юда, Ісус, апостоли                 |
| 5  | This Jesus Must Die                           | Нехай Ісус помре                  | Анна, Каяфа, апостоли, священики                  |
| 6  | Hosanna                                       | Осанна                            | Апостоли, Каяфа, Ісус, ансамбль                   |
| 7  | Simon Zealotes/Poor Jerusalem                 | Симон Зілот/Бідний Єрусалим       | Апостоли, Симон, Ісус, ансамбль                   |
| 8  | Pilate's Dream                                | Сон Пілата                        | Пілат                                             |
| 9  | The Temple                                    | Храм                              | Ісус, ансамбль                                    |
| 10 | Everything's Alright (reprise)                | Все добре (повтор)                | Марія, жінки, Юда, Ісус, апостоли                 |
| 11 | I don't Know How to Love Him                  | Як любити його                    | Марія Магдалина                                   |
| 12 | Damned for All Time/Blood Money               | Проклятий у віках / Криваві гроші | Юда, Анна, Каяфа, хор                             |
| 13 | The Last Supper                               | Таємна вечеря                     | Ісус, Юда, апостоли                               |
| 14 | Gethsemane (I Only Want to Say)               | Я лише хотів сказати              | Ісус                                              |
| 15 | The Arrest                                    | Взяття під варту                  | Юда, Ісус, Петро, апостоли, ансамбль, Анна, Каяфа |
| 16 | Peter's Denial                                | Зречення Петра                    | Петро, солдати, Марія                             |
| 17 | Pilate and Christ/Hosanna (reprise)           | Пілат і Христос / Осанна (повтор) | Пілат, Анна, Ісус, ансамбль                       |
| 18 | Herod's Song (Try It and See)                 | Пісня царя Ірода                  | Ірод                                              |
| 19 | Judas' Death                                  | Загибель Юди                      | Юда, Анна, Каяфа, хор                             |
| 20 | Trial Before Pilate (Including The 39 Lashes) | Суд Пілата                        | Пілат, Каяфа, Анна, Ісус, ансамбль                |
| 21 | Superstar                                     | Суперзірка                        | Юда, янголи                                       |
| 22 | The Crucifixion                               | Розп'яття                         | Ісус, ансамбль                                    |
| 23 | John Nineteen:Forty-One                       | Епілог                            | оркестр                                           |

|  |
|  |

## Виконавці на студійному записі 1970 року
У головних ролях:
- Ієн Ґіллан (Ian Gillan) — Ісус Христос
- Мюррей Гед (Murray Head[en]) — Юда Іскаріот
- Івон Еллімен (Yvonne Elliman[en]) — Марія Магдалина
- Віктор Брокс (Victor Brox[en]) — Кайяфа
- Браян Кейт (Brian Keith[en]) — Анна
- Джон Ґустафсон (John Gustafson[en]) — Симон Зілот
- Баррі Деннен (Barry Dennen[en]) — Понтій Пілат
- Пол Девіс (Paul Davis[en]) — Святий Петро
- Майк д'Або (Mike d'Abo[en]) — Ірод

## Україномовна версія
Вперше в Україні рок-оперу «Ісус Христос — суперзірка» українською мовою поставили 22 листопада 2017 року у міському палаці мистецтв «Зоря» у Вінниці. Режисер актор і режисер Григорій Сиротюк. А автор адаптованого перекладу — Сергій Аркуша.